# بوكي وليامز
بوكي وليامز (بالإنجليزية: Bucky Williams)‏ هو لاعب كرة قاعدة أمريكي، ولد في 15 ديسمبر 1906، وتوفي في 16 نوفمبر 2009.